# Pyrinia megara
Pyrinia arxata es una especie de polilla de la familia Geometridae. La especie fue descrita por primera vez por Herbert Druce habiendo sido descrita en 1892, con distribución en Panamá, Venezuela y Guatemala. El sintipo de la especie fue descrita en el Volcán Barú, provincia de Chiriquí.

## Descripción
Es una polilla pequeña con una envergadura de 18 milímetros (0,7 plg). Las alas anteriores son de color marrón, con motas más oscuras. Cuentan con dos líneas marrón oscuro. El envés del ala anterior es color ocre, con estrías rojizas gruesas y las mismas líneas que en la parte de arriba.